# NGC 572
NGC 572 este o galaxie lenticulară situată în constelația Sculptorul. A fost descoperită în 4 septembrie 1834 de către John Herschel.